# Hans Wolfgang Limpricht
Hans Wolfgang Limpricht (* 31. Oktober 1877 in Breslau; † nach 1944) war ein deutscher Botaniker, Lehrer und Forschungsreisender im asiatischen Raum. Das Werk seines Vaters fortsetzend, lag sein Forschungsschwerpunkt anfangs bei den Taccaceae.
Sein botanisches Autorenkürzel lautet „H.Limpr.“.

## Leben
Als Sohn des Bryologen Karl Gustav Limpricht, der 1902 verstarb, bemühte sich Hans Wolfgang Limprecht, das Werk seines Vaters fortzusetzen. Dieser hatte, als Lehrer arbeitend, Pflanzenforschung, besonders zur Gruppe Taccaceae, betrieben, die zur Familie der Dioscoracea gehören. Nach seinem Schulbesuch begann er Studium an der Universität Breslau. Seit 1897 gehörte er der Alten Breslauer Burschenschaft der Raczeks an. Mit seiner Dissertation am 7. März 1902 leistete er einen Beitrag zum bis dahin bestehenden Kenntnisstand über die Taccaceen. Dazu betrieb er Studien und unternahm Sammlungsreisen in die Karpaten. Seinen Lebensunterhalt verdiente er ebenfalls als Lehrer. Ein weiteres seiner Interessengebiete betraf die Laubmoose Deutschlands, Österreichs und der Schweiz.

## Forschungsgebiet China
Mit dem Ziel, seine bisherigen Studien zu vertiefen und die Sammlungen zu vervollständigen, verließ Limpricht 1910 Deutschland. Seine Reise führte ihn nach China, wo er sich in Shanghai niederließ. Dort übernahm er die Stelle eines Direktors an einer Sprachschule und war zusätzlich als Dozent an der dort bestehenden deutschen medizinischen Fakultät der Universität Shanghai eingesetzt. Nach drei Jahren Lehrtätigkeit in China gab er diese Beschäftigung auf und schloss sich 1913 der Expedition des Ethnographen Walther Stötzner an. Dessen Forschungsgruppe, zu der der Geograph Otto Oesterhelt, der Zoologe Max Hugo Weigold, der Entomologe E. Funke und der Redakteur F. Specker gehörten, war in Deutschland aufgebrochen und begann in der Provinz Szetschuan mit ihrer Forschungstätigkeit. Ihr Plan bestand darin, sich innerhalb von fünf Jahren ein recht umfassendes Bild über die Tier- und Pflanzenwelt dieses chinesischen Territoriums zu verschaffen. Von Wen-shan-hsien aus durchstreiften sie das Min-Tal. Hier unternahm Limpricht ausgedehnte Erkundungen im südwestlichen Raum der Provinz und sie gelangten bis zum tibetischen Grenzgebiet. In dieser, ansonsten Ausländern gegenüber recht feindseligen Region erhielt Limpricht durch die Freundschaft mit einem hier agierenden Armeegeneral namens „Chang“ ungewöhnlich intensive Unterstützung.
Am 19. Juni 1914 in Tatsien-lu angekommen, sah Limpricht als wichtigste Herausforderung, den Berg Zhara zu besteigen. An den 25.000 Fuß hohen Hängen stieß er auf mit Primeln und Zwerg-Rhododendren übersäte Bergwiesen. Von hier ging die Reise weiter in das Tibetgebiet. Sie erreichten den östlichen Teil und überquerten das hier angrenzende Gebirge. In diesem fast subtropischen Raum mit außerordentlichen Klimabedingungen trafen sie auf eine große Artenvielfalt mit nebeneinanderlebenden Übergangsformen unterschiedlicher Pflanzen- und Tierfamilien. Begleitet wurden sie von chinesischen Jägern, Helfern und vor allem Präparatoren. Beteiligt waren auch regionalkundige Trägerkolonnen, die das Sammelgut in einem Zwischenlager bei Tschöngtufu (China) verstauten. Auf dem Rückweg nach Tatsien-lu überraschte sie am 18. August 1914 die Nachricht vom begonnenen Ersten Weltkrieg in Europa. Die Expedition musste abgebrochen werden. Einzelne der Reisegruppenteilnehmer gerieten in Gefahr, wegen ihrer deutschen Herkunft interniert zu werden. Trotz dieser unerwarteten Schwierigkeiten füllten die von der Expeditionsgruppe zusammengetragenen Gegenstände zwei Eisenbahnwaggons. Fast alle in diesem Gebiet vorkommenden Großsäugetiere, darunter die Budorcas, eine Wildziege und der Bambusbär, waren beschrieben, über einhundert Kleinsäuger, fast 5.000 präparierte Vogelbälge und über 200.000 Insekten gehörten zu den Sammelobjekten, dabei auch Conchilien, mehrere tausend Blatt präparierter Pflanzenobjekte, Plankton, Algenproben und vieles Andere. Auch die volkskundlichen Gegenstände waren zum Teil so umfangreich, dass einzelne Stücke zerlegt werden mussten. Das Material wurde von mehreren Museen in Sachsen, unter anderem dem Dresdener Museum für Völkerkunde zum Jubiläum, und den Botanischen Sammlungen sehnsüchtig erwartet.
Hans Wolfgang Limpricht machte sich Ende August 1914 auf den Weg in Richtung Osten und passierte Chengdu und Chongqing, bis er wieder in Shanghai eintraf. Die kommenden Jahre verbrachte er als Lehrer in Tientsien. In seiner Freizeit, aber vor allem den Ferienzeiten sammelte er weiter zielgerichtet Pflanzen. Dabei bereiste er erneut einzelne chinesische Hochgebirge, aber auch Japan. Mehrere seiner Funde und gesicherten Objekte waren vorher noch nie beschrieben worden. Somit erhielten einige der neuen Pflanzen durch Ludwig Diels und andere deutsche Botaniker Namen, die mit dem Namen seines Sammlers Limpricht bezeichnet wurden.
Erst 1920 verließ Limpricht den chinesischen Raum. Über seine botanischen Erkundungen gab er 1922 bei einem Verlag in Dahlem eine Publikation unter dem Titel Botanische Reisen in den Hochgebirgen Chinas und Ost-Tibets heraus. Teile seiner Forschungsergebnisse fanden sechs Jahre später in dem gemeinsam mit Adolf Engler und Ludwig Diels herausgegebenen Werk Das Pflanzenreich ihre systematische Einordnung. Ab diesem Zeitpunkt verliert sich die Spur von Hans Wolfgang Limpricht.

## Publikationen
- Beitrag zur Kenntnis der Taccaceen: Inaugural-Dissertation, F. W. von Jungfer Verlag Breslau 1902
- Hypnaceae u. Nachträge, Synonymen-Register u. Litteratur-Verzeichniss, Hauptverfasser Karl Gustav Limpricht, Ergänzende Texte Wolfgang Limpricht, Eduard Kummer Verlag Leipzig 1904
- Botanische Reisen in den Hochgebirgen Chinas und Ost-Tibets, Verlag des Repertoriums Berlin Dahlem 1922
- Das Pflanzenreich = Regni vegetabilis conspectus; 92: Taccaceae, gemeinsam mit Adolf Engler und Ludwig Diels, Engelmann Verlag Leipzig 1928